# Jane Porter
Jane Porter (Durham, 17 de enero de 1776 – Brístol, 24 de mayo de 1850) fue una novelista histórica, dramaturga y literata británica.

## Biografía

### Primeros años
Nació en Durham como la tercera de los cinco hijos de Jane y William Porter. Cuando creció fue alta y hermosa. Su gesto grave le valió el apodo de «La Penserosa» (lit., «la chica pensativa»). Tras la muerte de su padre, su familia se mudó a Edimburgo, donde Walter Scott era un asiduo visitante. Tiempo después, la familia se trasladó a Londres, donde las hermanas se familiarizaron con un número de mujeres literatas: Elizabeth Inchbald, Anna Laetitia Barbauld, Hannah More, Elizabeth Hamilton, Elizabeth Benger y la señora Champion de Crespigny.
Los hermanos de Porter también lograron cierta fama en su vida; su hermana Anna Maria Porter también fue novelista —tuvo talento precoz para la poesía paisajista, pero no lo profundizó como Jane—; su hermano sir Robert Ker Porter fue un pintor y viajero.

### Obras

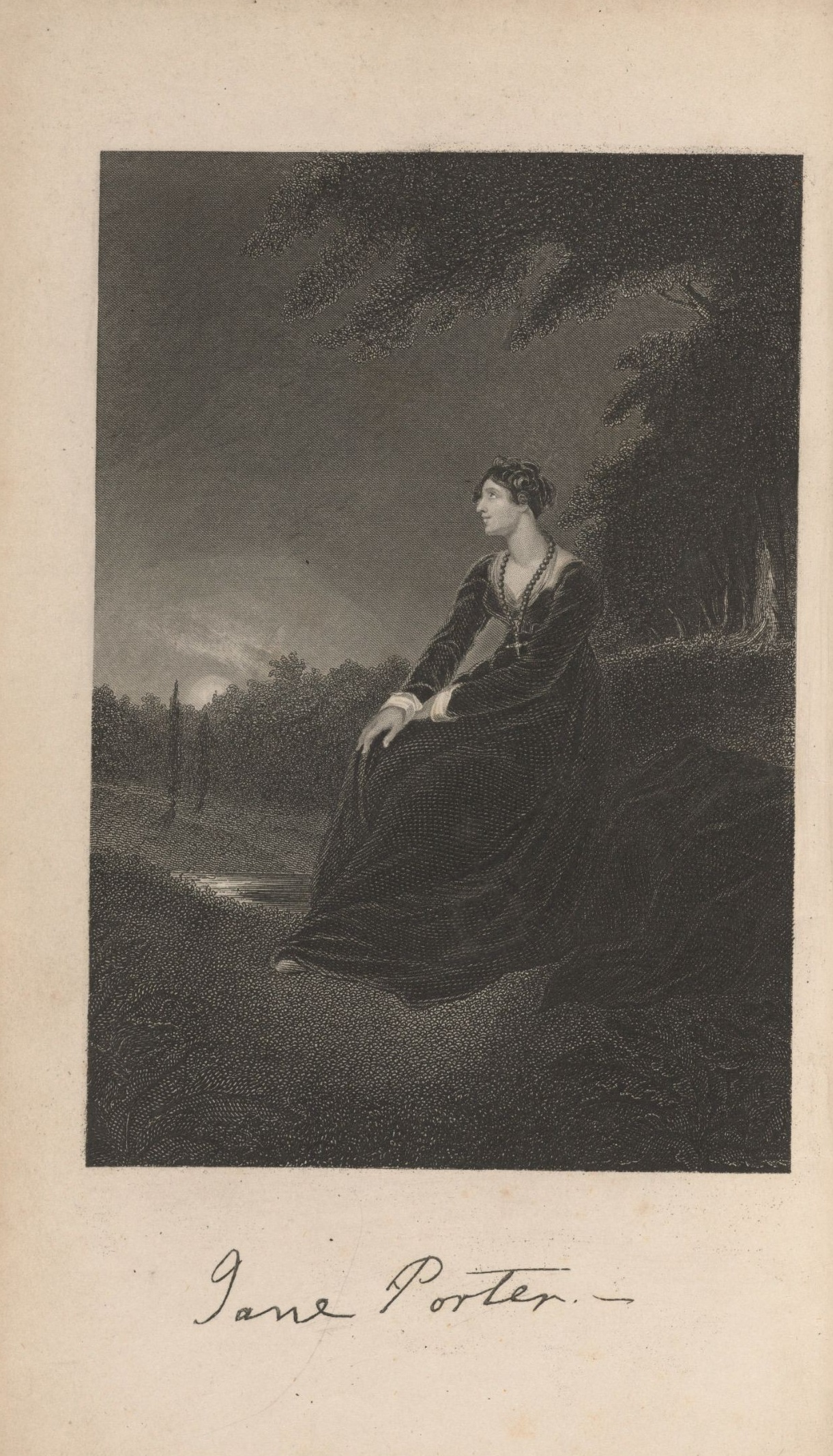
Grabado de la autora en la edición de 1846 de The Pastor's Fireside.

Se considera que Porter fue «diseñadora y pionera de muchas de las herramientas narrativas más comúnmente asociadas a la historia nacional y la novela histórica». Su obra de 1803 Thaddeus of Warsaw es uno de los primeros ejemplos de novela histórica y pasó por al menos 84 ediciones, que incluye una traducción al francés y al alemán. Por su publicación se le concedió la elección como canonesa de la Orden Teutónica de San Joaquín. El héroe epónimo de la novela de Porter es Thaddeus Sobieski, un descendiente ficticio del rey Juan Sobieski, quien lucha al lado de los ejércitos invasores rusos y prusianos. Sobre la base de relatos oculares de refugiados polacos que huían de las fallidas revueltas contra la ocupación extranjera de Polonia en los años 1790, la obra fue elogiada por Tadeusz Kościuszko, un héroe de la Revolución estadounidense.
The Scottish Chiefs (1809), una novela sobre William Wallace, también fue un éxito (la versión francesa fue prohibida por Napoleón), y se ha mantenido popular entre los chicos escoceses. The Pastor's Fireside (1815) era una historia sobre los Estuardo tardíos.
Contribuyó a revistas y escribió la pieza teatral Switzerland (1819), que parece haber sido saboteada deliberadamente por su protagonista Edmund Kean y cerrada después de su primera actuación. En ocasiones se le «acredita» la producción de 1822 Owen, Prince of Powys, que se cerró después de solo tres actuaciones, pero en realidad esto fue trabajo de Samson Penley. También escribió Tales Round a Winter Hearth (1821), Coming Out (1828), y The Field of Forty Footsteps (1828) con su hermana, Anna Maria.
Un drama romántico, Sir Edward Seaward's Diary (1831), que pretendía ser un registro de circunstancias reales, fue editado por Jane y escrito por su hermano, el Dr. William Ogilvie Porter, mediante cartas, ahora exhibidas en la Universidad de Durham.
En sus últimos años, continuó escribiendo piezas más cortas para revistas. Muchas fueron publicadas de manera anónima o simplemente con «JP». Sus temas de amplio alcance incluyeron a Pedro el Grande, Simón Bolívar y Dixon Denham.
Después de visitar Rusia con su hermano Robert Ker, regresó a Inglaterra a su vieja residencia en Brístol, donde murió el 24 de mayo de 1850.

### Influencias
Como muchos de sus contemporáneos, estuvo atraída por la fama de Lord Byron. El villano en The Pastor's Fireside, el Duque de Wharton, dijo en su diálogo que tenía «una sombra inequívocamente byrónica». Influencias adicionales en la escritura de Porter incluyen a su maestro George Fulton, así como La Reina Hada de Edmund Spenser y Arcadia de sir Philip Sidney.